# Susan Lewis
Susan Lewis est un personnage de fiction de la série télévisée Urgences incarné par l’actrice Sherry Stringfield (doublée en français par Emmanuelle Bondeville).
Susan est l'un des personnages originaux d'Urgences, vue pour la première fois dans le tout premier épisode de la saison 1, comme interne de 2e année. Elle quitte le County à la saison 3 et part à Scottsdale en Arizona, mais revient à Chicago cinq saisons plus tard, devenue urgentiste titulaire. Susan Lewis quitte véritablement l'hôpital au début de la saison 12 : son départ pour un autre travail en Iowa est simplement annoncé par une réplique du Dr Weaver. Elle refait une apparition dans l'ultime épisode de la série.

## Aux Urgences
Dans la saison 1, Susan est montrée comme un médecin compétent et très attentionné. Elle est amie avec Carol Hathaway, Doug Ross, et surtout Mark Greene, qui est son meilleur ami.
Bien qu'elle soit un médecin tout à fait efficace, Susan peine au début à affirmer sa personnalité, et se heurte à ses supérieurs, en particulier Kerry Weaver, dans la saison 2, le Dr Benton ou le Dr Kayson, chef de la cardiologie. Cela implique de régulières et parfois violentes confrontations, notamment avec ce dernier, qui lui impute la mort d'un patient, car elle n'aurait pas remarqué la sévérité de ses symptômes. Son amitié avec Mark, bien que solide, est souvent éprouvée par le fait qu'il soit aussi son supérieur, et qu'il soit forcé de la surveiller dans son travail. Le conflit avec Kayson semble s'atténuer quand celui-ci est victime d'une attaque, et qu'elle s'occupe de lui. Elle va plus tard décliner une demande amoureuse de sa part.
À l'instar d'Elizabeth Corday, qui se lie rapidement avec Carol et Anna, dans la saison 4, et d'une autre façon d'Abby, Susan aime beaucoup jouer avec la solidarité féminine, et son statut d'éternelle célibataire, qu'on peine à lui retirer même lorsqu'elle est avec Chuck, font d'elle une grande confidente pour les autres femmes du Cook County Hospital.

### Vie sentimentale
La vie sentimentale de Susan est plus compliquée que sa vie professionnelle. Dans la première saison, elle a une brève relation avec le psychiatre Div Cvetic, qui disparaît brutalement après une dépression nerveuse (ainsi, Susan trouve son appartement vide). Elle était apparemment amoureuse du Dr Mark Greene, mais cela ne l'a pas empêchée de quitter Chicago lors de la saison 3, alors que Mark lui avait avoué qu'il l'aimait.
Toujours célibataire pour son retour au début de la saison 8, elle retrouve un Mark marié au Dr Elizabeth Corday. Même si elle semble toujours avoir une faiblesse pour lui, ce qui provoquera les inquiétudes de Corday, aggravées par le fait que Susan est restée la confidente de Mark quant à sa maladie, elle n'a visiblement aucun problème pour accepter leur relation. Le décès de Mark à la fin de la saison 8 la peine énormément, mais elle ne fait pas montre de sa douleur aux autres, et en particulier à Corday.
Après la saison 8, Susan peine toujours à faire des rencontres. Elle va de rendez-vous en blind-dates, mais elle ne réussit pas à trouver l'homme de sa vie. C'est au cours de cette période qu'elle acquiert son statut d'éternelle célibataire.
Vers la fin de la saison 9, on apprend que Susan s'est mariée à un inconnu au cours d'un voyage à Las Vegas. Manifestement, Susan et Chuck, le marié en question, étaient très alcoolisés lors de cet « heureux évènement », et même s'ils se sont mutuellement plus, sont conscients d'avoir fait une erreur. Ils divorcent donc à l'amiable, mais restent amis. Pourtant, leur relation évolue, et ils se mettent en couple. Peu de temps après, ils ont un fils, Cosmo.
On entendra Susan dire que sa relation avec Chuck n'est pas le grand amour. Toutefois, elle sait que le coup de foudre n'est pas pour elle, et semble visiblement épanouie dans sa relation avec lui, ce qui est réciproque. Lorsqu'elle revient pour l'épisode final de la série, on l'entend dire lors d'une discussion avec Elizabeth Corday qu'elle ne vit plus avec Chuck et qu'elle sort de nouveau.

## Source
- (en) Cet article est partiellement ou en totalité issu de l’article de Wikipédia en anglais intitulé « Susan Lewis » (voir la liste des auteurs).